# Estação Yawata

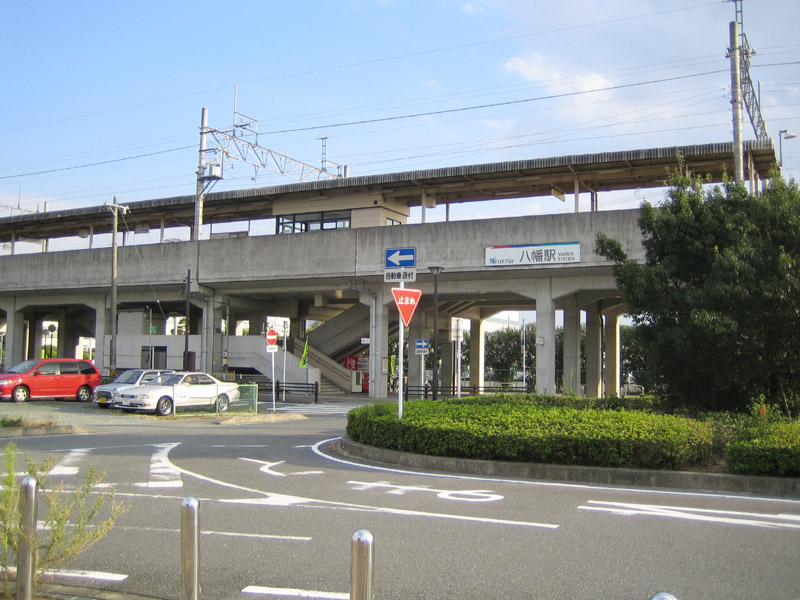
Estação Yawata

A Estação Yawata (八幡駅, Yawata-eki) é uma estação ferroviária japonesa localizada em Toyokawa, província de Aichi. É operada pela Meitetsu.
Foi inaugurada em 18 de Fevereiro de 1945.

## Linhas
- Linha Toyokawa

## Plataformas
- 1     ■   Linha Toyokawa   Para Toyokawa-Inari

- 2     ■   Linha Toyokawa   Para Kō, Higashi-Okazaki, Meitetsu-Nagoya e Meitetsu-Gifu